# Піньйон-Гіллс (Каліфорнія)
Піньйон-Гіллс (англ. Piñon Hills) — переписна місцевість (CDP) в США, в окрузі Сан-Бернардіно штату Каліфорнія. Населення — 7258 осіб (2020).

## Географія
Піньйон-Гіллс розташований за координатами 34°26′33″ пн. ш. 117°37′19″ зх. д. / 34.44250° пн. ш. 117.62194° зх. д. (34.442520, -117.621959).  За даними Бюро перепису населення США в 2010 році переписна місцевість мала площу 83,19 км², з яких 83,18 км² — суходіл та 0,01 км² — водойми.

## Демографія
Згідно з переписом 2010 року, у переписній місцевості мешкали 7272 особи в 2566 домогосподарствах у складі 1913 родин. Густота населення становила 87 осіб/км².  Було 2996 помешкань (36/км²).
Расовий склад населення:
| - 82,0 % — білих - 2,6 % — азіатів - 0,9 % — корінних американців - 0,8 % — чорних або афроамериканців - 0,1 % — вихідців з тихоокеанських островів - 9,1 % — осіб інших рас |

До двох чи більше рас належало 4,6 %. Частка іспаномовних становила 23,9 % від усіх жителів.
За віковим діапазоном населення розподілялося таким чином: 24,8 % — особи молодші 18 років, 62,6 % — особи у віці 18—64 років, 12,6 % — особи у віці 65 років та старші. Медіана віку мешканця становила 41,4 року. На 100 осіб жіночої статі у переписній місцевості припадало 102,4 чоловіків;  на 100 жінок у віці від 18 років та старших — 101,4 чоловіків також старших 18 років.
Середній дохід на одне домашнє господарство  становив 63 578 доларів США (медіана — 44 984), а середній дохід на одну сім'ю — 70 076 доларів (медіана — 51 083). Медіана доходів становила 63 090 доларів для чоловіків та 37 375 доларів для жінок. За межею бідності перебувало 18,2 % осіб, у тому числі 16,9 % дітей у віці до 18 років та 7,2 % осіб у віці 65 років та старших.
Цивільне працевлаштоване населення становило 2560 осіб. Основні галузі зайнятості: освіта, охорона здоров'я та соціальна допомога — 15,7 %, виробництво — 14,3 %, публічна адміністрація — 13,7 %.